# Orophia haeresiella
Orophia haeresiella is een vlinder uit de familie grasmineermotten (Elachistidae). De wetenschappelijke naam van deze soort is voor het eerst geldig gepubliceerd in 1875 door Wallengren.
De soort komt voor in tropisch Afrika.